# La Mata
La Mata – gmina w Hiszpanii, w prowincji Toledo, w Kastylii-La Mancha, o powierzchni 19,18 km². W 2011 roku gmina liczyła 1019 mieszkańców.